# Арсеніти
Арсеніти — солі арсенітної кислоти — H3AsO3.
Мінерали-арсеніти представлені невеликою кількістю дуже рідкісних мінералів, переважно солями марганцю (армангіт), свинцю (фінеманіт) та інш.